# てんま乱丸
てんま 乱丸（てんま らんまる、2月16日 - ）は、日本の漫画家。神奈川県出身。
岡田芽武との合作が多い。

## 作品
- 幻想世界英雄烈伝 忍ザード（コミックガンマ、1994年 - 1995年、原作：岡田芽武）
- 幻想世界魔法烈伝 WIZバスター（月刊少年ガンガン→月刊ガンガンWING、1996年、原作：岡田芽武）
- まほうはねてまて（月刊コミックドラゴン、1998年）
- 幻想世界英雄烈伝 フェアプレイズ（コミックボンボン、2001年 - 2002年、原作：岡田芽武）

| スタブアイコン | サブスタブ | この項目は、まだ閲覧者の調べものの参照としては役立たない、漫画家・漫画原作者に関連した書きかけの項目です。この項目を加筆・訂正などしてくださる協力者を求めています（P:漫画/PJ:漫画家）。 |